# Erik Amnå
Erik Gustaf Amnå, född 10 november 1950 i Villstads församling, Jönköpings län, är en svensk professor emeritus i statskunskap vid Örebro universitet. Han arbetar (2020) i forskargruppen Youth & Society (YeS), en mångvetenskaplig forskargrupp bestående av medie- och kommunikationsvetare, utvecklingspsykologer och statsvetare. Där bedrevs mellan åren 2009 och 2016 bland annat den sjuåriga, longitudinella studien "Political socialization and human agency" som finansierades av Riksbankens Jubileumsfond.   

## Biografi
Erik Amnå disputerade i statskunskap 1981 vid Uppsala universitet med avhandlingen Planhushållning i den offentliga sektorn? Budgetdialogen mellan regering och förvaltning under efterkrigstiden. Avhandlingen behandlade olika försök att införa nya budgetmetoder - bland annat programbudgetering. Sedan dess har han huvudsakligen publicerat sig inom demokratiutveckling, civilsamhälle och politisk socialisation. Hans vetenskapliga publicering har (2020) enligt Google Scholar över 2 600 citeringar och ett h-index på 21.
Amnå arbetade 2002–2006 som forskningsledare vid  Centrum för forskning om offentlig sektor vid Göteborgs universitet. Han tillhör (2020) den rådgivande internationella gruppen ICCS, International Civic and Citizenship Education Study, inom IEA - International Association for the Evaluation of Educational Achievement, för mätningar av skolresultat i olika länder när det gäller kunskaper, värderingar och engagemang i demokrati och samhällsfrågor.

### Utredningsuppdrag
Amnå har använts som utredare av flera svenska regeringar. År 1995 lade han på regeringens uppdrag fram ett förslag om ett tioårigt forskningsprogram om den så kallade ideella verksamheten (Ds 1995:30). Han var bland annat huvudsekreterare i den statliga Demokratiutredningen 1997–2000. År 2008 gavs han i uppdrag av regeringen att analysera förutsättningar för en statligt organiserad utbildning av imamer i Sverige. I betänkandet som han lämnade ett år senare avrådde han regeringen från att inrätta en sådan utbildning (SOU 2009:52).  Efter att ha utrett frågan om hur nyanlända ska introduceras i svenskt samhällsliv, föreslog han att kommunerna skall erbjuda alla samhällsorientering (Sverige för nyanlända - Värden, välfärdsstat, vardagsliv, SOU 2010:16), något som genomförts sedan 2011. 
År 2011 utsågs Amnå att leda den oberoende kommission som granskade oegentligheterna i Göteborgs stads förvaltningar och bolag, även kallat Muthärvan i Göteborg, vilka avslöjades av SVT:S Uppdrag Granskning. I kommissionen arbetade också professorerna Barbara Czarniawska, Göteborgs universitet och Lena Marcusson, Uppsala universitet. Gruppen redovisade 2013 sin granskning i rapporten "Tillitens gränser".
I september 2019 presenterade Amnå på uppdrag av Folkbildningsrådet en studie av studieförbundet Ibn Rushd:s samhällsbidrag med titeln "När tilliten prövas". Studien pekade ut vissa brister i verksamheten, bland annat att studieförbundet undvikit vissa ämnen som till exempel antisemitism och homofobi, och att makten över verksamheten delvis är begränsad till ett mindre, mansdominerat nätverk. Studien bidrog till att förbundet i mars 2020 lämnade in en åtgärdsplan till Folkbildningsrådet där man bemöter kritiken och redovisar hur man vill utveckla verksamheten.

### Frikyrkligt engagemang
Erik Amnå är medlem i Equmeniakyrkan, tidigare Svenska Missionskyrkan. Han var 1978–1982 riksordförande i Kristna Studentrörelsen i Sverige, KRISS. I en tid när de flesta frikyrkliga helt stod på Israels sida problematiserade Amnå den prosionistiska positionen. Som ordförande i KRISS skrev han 1981 till exempel förordet till boken Det gäller Palestina och kristen solidaritet (red. Göran Gunner och Per Wirtén). Amnå har också medverkat i en del av missionskyrkans teologiska skrifter. Han var till exempel 1983 medredaktör för boken Rädda oss från det onda: studiebok om Efesierbrevet och kampen mot de onda makterna. Tillsammans med konstvetarprofessorn Lena Johannesson - också hon uppväxt inom missionsförbundet - var han 1993 redaktör för boken Tro mot tradition - om den frikyrkliga identiteten. Han har tidigare varit styrelseordförande för Teologiska högskolan, Stockholm, som utbildar lärare, präster och pastorer och dessförinnan för Teologiska seminariet i Lidingö. År 2008–2015 var han förbundsordförande i Studieförbundet Bilda som består av sextiotalet medlemsorganisationer, bland andra de frikyrkliga trossamfunden, katolska kyrkan och de ortodoxa kyrkorna. Från och med 2016 är han ordförande i styrelsen för den av Daniel Sachs startade Stiftelsen Höj Rösten, som bedriver en partipolitiskt oberoende politikerskola.

### Politik
Erik Amnå var i ungdomen aktiv i Folkpartiets Ungdomsförbund men har sedan lämnat partipolitiken för vetenskapen om politik. (Det ämne som tidigare hetat statskunskap har vid de flesta universitet och lärosäten bytt namn till statsvetenskap. Vid Uppsala och Örebro universitet håller man dock fast vid den äldre beteckningen statskunskap.) I Uppsala och Falun var han aktiv i Afrikagrupperna.

### Utmärkelser
År 2016 tilldelades Erik Amnå Kungliga Sällskapet Pro Patrias guldmedalj i 12:e storleken för medborgerliga förtjänster.